# 656년

## 연호
- 당(唐) 영휘(永徽) 7년 / 현경(顯慶) 원년

## 기년
- 당(唐) 고종(高宗) 7년
- 신라(新羅) 태종무열왕(太宗武烈王) 3년
- 고구려(高句麗) 보장왕(寶臧王) 15년
- 백제(百濟) 의자왕(義慈王) 16년

## 사건
- 음력 3월, 의자왕이 궁녀와 더불어 음탕하였고, 주색에 빠졌으며, 마음껏 즐기며 술마시기를 그치지 아니하였다. 이에 좌평 성충이 간언하였다가 투옥되었다. 옥중에서 임종을 당하여 성충은 왕에게 상소를 올려 외적의 침입이 있을 것을 예언하고, 육로는 탄현(炭峴)을 막고 수로(水路)는 기벌포(伎伐浦)를 방비하라 말하고 죽었다. 의자왕은 성충의 조언을 듣지 않았다.

## 사망
- 백제(百濟)의 문신(文臣) 성충(成忠)

## 참고 문헌
- 김부식 (1145), 《삼국사기》  〈권28 백제본기 제육(百濟本紀第六) 의자왕(위키문헌 번역본)〉  /(국사편찬위원회 > 한국사데이타베이스 번역본)